# Mariaan de Swardt
Mariaan de Swardt (Johannesburg, 1971. március 18. –) dél-afrikai teniszezőnő. 1986-ban kezdte profi pályafutását, egy egyéni és négy páros WTA-torna győztese. Legjobb egyéni világranglista-helyezése huszonnyolcadik volt, ezt 1996 áprilisában érte el.

## Év végi világranglista-helyezései
| Év       | 1987 | 1988 | 1989 | 1990 | 1991 | 1992 | 1994 | 1995 | 1996 | 1997 | 1998 | 1999 | 2000 |
| Helyezés | 418. | 167. | 306. | 158. | 53.  | 94.  | 98.  | 33.  | 83.  | 161. | 35.  | 75.  | 887. |

## Külső hivatkozások
- Mariaan de Swardt profilja a WTA oldalán (angolul)